# إيمي روبنز
إيمي روبنز (بالإنجليزية: Amy Robbins)‏ هي ممثلة بريطانية، ولدت في 18 فبراير 1971 في Bebington ‏ في المملكة المتحدة.

## وصلات خارجية
- إيمي روبنز على موقع IMDb (الإنجليزية)
- إيمي روبنز على موقع ميوزك برينز (الإنجليزية)
- إيمي روبنز على موقع قاعدة بيانات الفيلم (الإنجليزية)